# Circuito Urbano de Las Vegas
O Circuito Urbano de Las Vegas é um circuito de rua localizado em Las Vegas, Nevada, Estados Unidos. A pista tem 6,201 quilômetros de comprimento e 17 curvas. A pista foi projetada especificamente para o Grande Prêmio de Las Vegas, que estreou no calendário do Campeonato Mundial de Fórmula 1 de 2023.

## A pista
A pista tem 6,201 quilômetros e apresenta 17 curvas e uma reta de 1,9 quilômetros. O circuito funciona no sentido anti-horário e começa em uma área própria, onde serão construídos os boxes e área de paddock, de forma permanente. A primeira curva é uma curva fechada e, depois disso, o percurso faz uma leve curva à esquerda e depois uma rápida à direita, passando do circuito permanente para as ruas da cidade. Os carros percorrem 800 metros pela Koval Lane, antes de entrar em uma curva fechada de 90 graus à direita e, em seguida, entrar em uma curva longa e ampla para a esquerda, que circunda a Arena MSG Sphere, antes de passar por uma seção sinuosa à esquerda-direita, que é um mudança do projeto original e, em seguida, uma curva esquerda um pouco mais rápida que faz a transição para a Sands Avenue. A pista então passa por duas curvas muito rápidas na Sands Avenue antes de entrar em uma curva lenta à esquerda na Las Vegas Boulevard, também conhecida como Las Vegas Strip. Esta é uma seção plana de 1,9 quilômetros com duas retas e uma leve curva para a esquerda que passa por alguns dos hotéis e cassinos mais famosos de Las Vegas. O circuito então passa por uma série apertada de curvas lentas na Harmon Avenue, descendo uma reta de 800 metros antes de passar por uma curva esquerda muito rápida para completar a volta e fazer a transição de volta para a pista permanente após os boxes.

## Provas disputadas e vencedores
| Ano  | Piloto         | Equipe              | Resumo   |
| ---- | -------------- | ------------------- | -------- |
| 2023 | Max Verstappen | Red Bull-Honda RBPT | Detalhes |
| 2024 | George Russell | Mercedes            | Detalhes |

### Por pilotos, equipes e países que mais venceram
|          |                |         |
| Vitórias | Pilotos        | Edições |
| 1        | Max Verstappen | 2023    |
| 1        | George Russell | 2024    |

|          |            |         |
| Vitórias | Construtor | Edições |
| 1        | Red Bull   | 2023    |
| 1        | Mercedes   | 2024    |

|          |               |         |
| Vitórias | País          | Edições |
| 1        | Países Baixos | 2023    |
| 1        | Reino Unido   | 2024    |